# Ṭabarī
Abū Jaʿfar Muḥammad ibn Jarīr Ṭabarī, meglio noto come Ṭabarī (in persiano محمد ابن جریر طبری‎; in arabo ﺍﺑﻮ ﺟﻌﻔﺮ محمد بن جرير بن ﻳﺰﻳﺪ الطبري‎?; Amol, 839 – Baghdad, 17 febbraio 923), è stato uno storico, teologo e astrologo persiano.

## Biografia

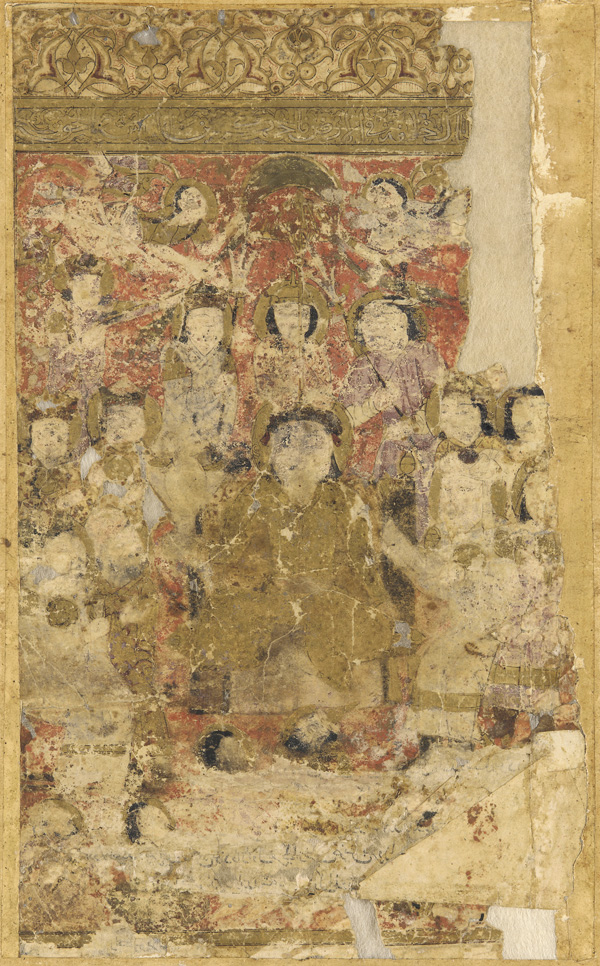
Manoscritto ilkhanide, della prima metà del XIV secolo, della versione abbreviata del Taʾrīkh realizzata dal persiano Balʿamī (Smithsonian, Washington)

Ṭabarī è considerato dalla maggioranza degli studiosi orientalisti il massimo annalista musulmano, assunto come inevitabile riferimento da tutti gli storici a lui posteriori per quanto riguarda la storia dei primi tre secoli circa dell'Islam, nonché per le narrazioni relative alla storia del mondo anteriore alla Rivelazione di Maometto, risalenti addirittura all'epoca della creazione.
Fu anche un teologo di grandissimo profilo e autore di uno dei più importanti tafsīr (Esegesi) del Corano, tuttora utilizzato, anche se gli vengono preferiti commenti di minor estensione e di più facile accesso.
Il suo capolavoro, il Taʾrīkh al-rusul wa l-mulūk (Storia dei profeti e dei re) - edito a fine XIX secolo da una équipe internazionale guidata dall'olandese M.J. de Goeje e al quale partecipò anche il noto semitista romano Ignazio Guidi, che ne curò gli indici - è fondamentale non solo per l'ampiezza degli argomenti trattati - tutti rafforzati da una catena di informatori-garanti, secondo la metodologia affermatasi con i muḥaddithūn (che si occupavano cioè della raccolta e del vaglio critico dei ḥadīth ) ma anche per essere una storia non soltanto basata sugli Arabi, come era fino ad allora avvenuto. Tabarī infatti introdusse nuovamente il passato della sua patria persiana nel flusso dei principali eventi della storia del mondo, non dimenticando tutti i popoli da lui conosciuti, sia dell'antichità, sia dell'epoca a lui contemporanea.
Apparentemente neutrale e attento a citare le diverse tradizioni storiche su cui si basa il suo racconto annalistico, Ṭabarī in realtà fu allineato con l'ideologia dominante del califfato abbaside e uno dei suoi meriti è senz'altro quello di aver salvato dall'oblio tradizioni di akhbāriyyūn (cronisti) la cui stesura originale non è giunta fino a noi (Ibn Isḥāq, al-Zuhrī, al-Wāqidī, Abū Mìkhnaf, al-Madāʾinī, Sayf b. ʿUmar, e altri ancora).
La sua opera esegetica, il Jāmiʿ al-bayān ʿan taʾwīl al-Qurʾān (La raccolta evidente circa l'interpretazione del Corano) è l'altro suo capolavoro, ancor oggi ristampato al pari del suo capolavoro storico.
Astrologo, tradusse il Carmen astrologicum di Doroteo di Sidone in arabo e scrisse una parafrasi in arabo  della Tetrabiblos di Claudio Tolomeo, probabilmente a partire da una versione persiana.
Il suo libro sulle natività fu tradotto in latino da Giovanni da Siviglia e pubblicato a Venezia nel 1503.